# Gruinales
Gruinales is een botanische naam, voor een orde van bloeiende planten. Het Wettstein-systeem gebruikte deze naam voor een orde met de volgende samenstelling:
- orde Gruinales
  - familie Erythroxylaceae
  - familie Geraniaceae
  - familie Humiriaceae
  - familie Limnanthaceae
  - familie Linaceae
  - familie Malpighiaceae
  - familie Oxalidaceae
  - familie Tropaeolaceae